# Protogyrinus
Protogyrinus is een geslacht van kevers uit de familie schrijvertjes (Gyrinidae).
Het geslacht is voor het eerst wetenschappelijk beschreven in 1927 door Hatch.

## Soorten
Het geslacht omvat de volgende soort:
- Protogyrinus sculpturatus Mjoeberg, 1905